# Beziehungen zwischen Grönland und den Vereinigten Staaten
Die Beziehungen zwischen Grönland und den Vereinigten Staaten sind von einem strategischen Interesse der Vereinigten Staaten (USA) an Grönland, das ein international anerkanntes, autonomes Territorium Dänemarks ist, geprägt. Ab 1940 wurde Grönland von den USA unterstützt, als das über 2000 Kilometer entfernte Mutterland Dänemark unter deutscher Besatzung stand und im Gegenzug eine Besetzung Grönlands durch britische bzw. kanadische Kräfte drohte, wie bei Island und den Färöer. Seither hat die Großmacht aus wirtschaftlichen und militärischen Gründen mehrfach ein strategisches Interesse für Grönland bekundet, das von etwa 50.000 Einheimischen bewohnt wird.

## Geschichte

### Erforschung Nordgrönlands durch die USA
Obwohl Grönland und die Vereinigten Staaten beide geografisch Teil des nordamerikanischen Kontinents sind, hatten die beiden Territorien ursprünglich nur wenige Berührungsflächen. Die Vereinigten Staaten hatten 1776 die Unabhängigkeit vom Vereinigten Königreich erlangt, während Grönland seit 1721 eine abgeschottete dänische Kolonie war.
Die ersten Kontakte zwischen den USA und Grönland entstanden auf wissenschaftlicher Basis. Von 1853 bis 1855 führte Elisha Kent Kane die 2. Grinnell-Expedition durch, bei der er das von den Inughuit bewohnte Nordgrönland erforschte, das damals noch Niemandsland war. Von 1860 bis 1861 führte Isaac Israel Hayes, der bereits Kane begleitet hatte, eine weitere Expedition (The American Arctic Expedition) in das Gebiet durch. Charles Francis Hall unternahm von 1871 bis 1873 die dritte US-amerikanische Expedition (The United States North Polar Expedition), als er versuchte, den Nordpol zu erreichen. Zum vierten Mal wurde Nordgrönland von den USA im Rahmen der Lady Franklin Bay Expedition unter Adolphus Greely in den Jahren 1881 bis 1884 untersucht. Robert Edwin Peary führte zwischen 1891 und 1895 die fünfte amerikanische Expedition (The North Greenland Expedition) durch und von 1898 bis 1902 als sechstes die Peary Arctic Club Expedition. In den Jahren 1908/09 lieferten sich die beiden US-amerikanischen Polarforscher Peary (Peary North Polar Expedition) und Frederick Albert Cook (North Pole Expedition) einen Wettkampf um das erstmalige Erreichen des Nordpols über die grönländische Nordküste. Als im selben Jahr die Missions- und Handelsstation Thule in Uummannaq (Dundas) gegründet wurde, die zumindest indirekt unter dänischer Verwaltung stand, endete die US-amerikanische Erforschung Nordgrönlands.

### Anerkennung der dänischen Souveränität über ganz Grönland
Dänemark hatte ab 1721 nur die grönländische Westküste kolonisiert und Nord- und Ostgrönland waren Niemandsland gewesen. Bereits vor der Gründung von Thule um 1909 war 1894 die Kolonie Angmagssalik in Tasiilaq an der Ostküste gegründet worden. Nachdem man Anfang des 20. Jahrhunderts herausgefunden hatte, dass Grönland eine Insel war, wollte Dänemark sich die Souveränität über ganz Grönland international anerkennen lassen. Dänemark verkaufte 1916/17 seine Kolonie Dänisch-Westindien an die Vereinigten Staaten, die daraufhin die dänische Oberhoheit über Grönland anerkannten. Da Norwegen dies jedoch nicht anerkannte, zog sich die vollständige internationale Anerkennung noch bis 1933 hin.

### Grönland im Zweiten Weltkrieg
Im Zweiten Weltkrieg wurde Dänemark am 9. April 1940 im Rahmen der Operation Weserübung von der Wehrmacht besetzt und blieb bis zum Kriegsende unter deutscher Besatzung. Grönland war von diesem Zeitpunkt an durch die britische Seevormacht von Dänemark abgeschnitten. Die beiden Landsfogeder Aksel Svane und Eske Brun für Nordgrönland und Südgrönland übernahmen die Staatsgewalt und stimmten gemeinsam mit den beiden Landesräten einer Versorgung durch die Vereinigten Staaten zu. Einen Tag nach der deutschen Besetzung erklärte der dänische Gesandte in den Vereinigten Staaten Henrik Kauffmann, dass er keine Weisungen aus dem deutsch besetzten Kopenhagen mehr entgegennehmen werde, und erklärte sich zum alleinigen Vertreter der dänischen Interessen für Grönland. Am 9. April 1941 ging er mit den USA einen Vertrag ein, der die Errichtung von US-amerikanischen Basen in Grönland genehmigte. Daraufhin diente Grönland vor allem als Basis für atlantiküberwachende Flugzeuge auf der Suche nach deutschen U-Booten und wurde als Basis und Auftankstation für eigene Seemissionen benutzt. 1941 wurde die spätere Sirius-Schlittenpatrouille gegründet, um deutsche Versuche, Wetterstationen der Wehrmacht in der Arktis zu errichten, zu verhindern.
Die Versorgung durch die USA brach mit dem protektionistischen Ansatz Dänemarks, was dazu führte, dass sich die grönländische Bevölkerung plötzlich freier sah. Dies führte nach dem Ende des Kriegs zu einer Aufbruchsstimmung, bei der die grönländische Seite begann, Reformen für eine Modernisierung Grönlands zu fordern. Dies führte zur Gründung der Grønlandskommission im Jahr 1948, die 1950 ihre Arbeit abschloss und die Modernisierung Grönlands einleitete. Auf Druck der Vereinten Nationen wurde auch Grönlands Status als Kolonie hinterfragt. 1953 wurde Grönland offiziell dekolonisiert und ein gleichwertiger Teil innerhalb des Königreichs Dänemark.

### Grönland im Kalten Krieg
Die USA hatten im Zweiten Weltkrieg zahlreiche Militärflugplätze in Grönland errichtet. Die USA wünschten in Grönland zu verbleiben, da das Land aufgrund seiner Lage eine große militärstrategische Bedeutung im Zuge des Kalten Kriegs hatte. 1946 schlugen die USA deswegen erstmals den Kauf Grönlands vor, den Dänemark ablehnte. Es gelang jedoch 1951, ein Abkommen auszuhandeln, das den USA gewährte, Grönland weiterhin militärisch zu nutzen, wenn sie dafür die Verteidigung Grönlands übernahmen. 1951 wurde deswegen die Thule Air Base als wichtigster militärischer Stützpunkt in Grönland errichtet. Die USA waren auch an anderen Stellen in Grönland mit militärischen Einrichtungen präsent. Bis 1958 nutzten die USA beispielsweise den Flughafen Narsarsuaq noch als Militärbasis und bis 1992 den Flughafen Kangerlussuaq, bevor beide vollständig an Dänemark übergeben wurden und Teil der zivilen Luftfahrt wurden.
Die militärische Anwesenheit der USA in Grönland führte zu mehreren schweren diplomatischen Krisen und anderen Problemen. Zu den bedeutendsten gehören die Zwangsumsiedlung der Bewohner in Uummannaq (Dundas) direkt neben der Thule Air Base nach Qaanaaq im Jahr 1953 und der Absturz einer B-52 nahe der Thule Air Base 1968, mit dem Dänemark anerkennen musste, dass die USA heimlich Atomwaffen in Grönland lagerten. Daneben gab es auch geheime militärische Anlagen wie das Camp Century in Grönland, über die Dänemark seinerzeit kaum Auskünfte hatte.
Nach Ende des Kalten Kriegs verminderten die USA ihre militärischen Aktivitäten in Grönland und zogen sich mit einem Vertrag von 1991 aus Kangerlussuaq und Kulusuk zurück. Jedes Mal, wenn die USA einen Militärstützpunkt in Grönland aufgaben, hinterließen sie das Gebiet mit Schrott verunreinigt und häufig mit umweltschädlichen Stoffen verseucht, weigerten sich aber dafür zu haften, woraufhin Dänemark sich dazu bereiterklärte, die Verantwortung für das Aufräumen zu übernehmen. Die USA verfügten nun nur noch über die Thule Air Base, die sie auszubauen wünschten. Die seit 1979 im Zuge der Hjemmestyre bestehende Regierung Grönlands weigerte sich 2002, dem zuzustimmen und forderte ein neues Militärabkommen mit den USA. Dieser als Igaliku-Abkommen bekannte Vertrag wurde 2004 von den jeweiligen Außenministern Colin Powell (USA), Per Stig Møller (Dänemark) und Josef Motzfeldt (Grönland) im Heimatort des letzteren, Igaliku, unterschrieben. Die USA verpflichteten sich zur Zusammenarbeit für den Umweltschutz und Grönland erhielt mehrere entwicklungsmäßige und finanzielle Vorteile von den USA.

### Zunahme des US-amerikanischen Interesses an Grönland ab den 2010er Jahren
Da Grönland kein selbstständiger Staat ist, verfügt das Land über keine Botschaften im Ausland und ist selbst nicht Sitz ausländischer Botschaften. Allerdings verfügt Grönland über Repräsentationen im Ausland, um grönländische Interessen zu verhandeln. 2014 wurde die dritte Repräsentation in Washington, D. C. eröffnet, nachdem bereits eine in Dänemark und eine bei der Europäischen Union mit Sitz in Brüssel bestand. Im Gegenzug eröffneten die USA 2020 ein Konsulat in Nuuk, wo bereits wegen des Zweiten Weltkriegs bis 1953 ein US-amerikanisches Konsulat existiert hatte.
Im August 2019 schlug US-Präsident Donald Trump während seiner ersten Amtszeit den Kauf Grönlands vor. Von dänischer Seite wurde der Vorschlag mit der Begründung abgewiesen, dass Grönland als Land nicht zum Verkauf stehe oder dass Dänemark gesetzlich aufgrund des Selvstyrelovens nicht die Entscheidungsgewalt über Grönland habe, die beim grönländischen Volk liege. Auch von grönländischer Seite wurde ein Verkauf abgewiesen, allerdings zeigte man sich offen gegenüber einer verstärkten wirtschaftlichen und militärischen Zusammenarbeit mit den USA und hieß das Interesse willkommen. Trumps Vorschlag sorgte in den anschließenden Jahren für eine Stärkung der grönländischen Verhandlungsbasis gegenüber Dänemark, da man aufzeigen konnte, dass nicht nur Dänemark an Grönland interessiert war. Vor allem separatistische Parteien wie die Naleraq sahen Möglichkeiten, die Unabhängigkeit von Dänemark zu erlangen, wenn man dafür eine freie Assoziation mit den USA eingehen könne.

### Diplomatische Krise 2025
Kurz vor Beginn seiner zweiten Amtszeit ab 2025 wiederholte Trump sein Interesse für die „Kontrolle über Grönland“ im Dezember 2024 und ließ seinen Sohn Donald Trump Jr. im Januar 2025 privat nach Nuuk reisen, um sein Interesse zu untermauern. In einer Pressekonferenz schloss er aber auch nicht die Anwendung militärischer oder wirtschaftlicher Zwangsmittel gegenüber Dänemark und Panama aus, um sein Ziel der Kontrolle Grönlands und des Panamakanals durchzusetzen. In der Folge entwickelte sich eine komplizierte diplomatische Situation zwischen dänischen, grönländischen und US-amerikanischen Interessen. Die USA wünschen hierbei vor allem eine verstärkte Militarisierung Grönlands zur Verteidigung Nordamerikas, welche in ihren Augen durch die dänischen Streitkräfte nicht ausreichend gewährleistet werden kann, aber auch an einer möglichen Gewinnung von Bodenschätzen in Grönland. Grönland hat vor allem Interesse an einer verminderten wirtschaftlichen Abhängigkeit von Dänemark und an einer Ausweitung der Anzahl möglicher Handelspartner, vor allem der USA. Dänemarks Interesse an Grönland wird vor allem im historischen, kulturellen und identitätspolitischen Bereich gesehen, aber auch dadurch, dass Grönland Dänemark eine geopolitisch bedeutendere Rolle verleiht. In Grönland wird das Interesse der USA von etwa der Hälfte der Bevölkerung als Chance für bessere wirtschaftliche Verhältnisse und ein Abwenden von der ehemaligen Kolonialmacht Dänemark gesehen, von der anderen Hälfte jedoch als Gefahr für die grönländische Kultur und Sprache angesichts der Situation der Inuit und Indianer in den USA, während zugleich eine große Mehrheit im Januar 2025 ablehnte, ein Teil der USA zu werden. Auch in den USA zeigte eine Umfrage, dass die Bevölkerung Trumps Plänen mehrheitlich kritisch gegenübersteht. Die dänische Regierung betont trotz des öffentlich bekundeten Interesses daran, Grönland im Königreich zu behalten, dass diese Entscheidung ausschließlich Grönland obliege. Zugleich erhöhte Dänemark Ende Januar seine militärischen Investitionen in Grönland und versuchte durch Arbeitsbesuche der Ministerpräsidentin Mette Frederiksen in Deutschland, Frankreich und beim NATO-Generalsekretär, seine Allianzen gegenüber den USA öffentlichkeitswirksam zu stärken.
Andy Ogles brachte im Januar 2025 einen Gesetzentwurf („Make Greenland Great Again Act“) ins Repräsentantenhaus der Vereinigten Staaten zur Unterstützung des Erwerbs Grönlands ein. Im Februar brachte Buddy Carter einen Gesetzentwurf („Red, White, and Blueland Act“) ein, der Trump ermächtigen sollte, Verhandlungen mit der dänischen Regierung von Dänemark zum Erwerb Grönland zu führen und dieses in „Red, White, and Blueland“ umzubenennen.
Ende März 2025 gaben die USA den „privaten“ Besuch der Second Lady Usha Vance, des Sicherheitsberaters Mike Waltz und des Energieministers Chris Wright bekannt. Dies wurde von grönländischen und dänischen Politikern und Politikwissenschaftlern scharf kritisiert. Daraufhin wurde der Besuch in Nuuk und anlässlich der grönländischen Hundeschlittenmeisterschaft Avannaata Qimussersua in Sisimiut spontan abgesagt und durch einen Besuch von Vizepräsident JD Vance und seiner Frau auf der Militärbasis Pituffik Space Base ersetzt.
Bei seinem Besuch auf der Pituffik Space Base erklärte Vance, Dänemark habe nicht ausreichend in Grönland investiert. Es würde Grönland unter den „Sicherheitsschirm“ der USA besser gehen als unter dem „Sicherheitsschirm“ Dänemarks. Dänemark schütze Grönland nicht vor „einer Menge sehr aggressiver Übergriffe aus Russland, China und anderen Nationen“. Der dänische Außenminister Lars Løkke Rasmussen kritisierte, so spreche man nicht mit Verbündeten, und die dänische Ministerpräsidentin Mette Frederiksen bezeichnete Vances Aussagen als unzutreffend.
Im Juni 2025 stimmte das dänische Parlament einem Abkommen zu, dass den USA erlaubt, Militärbasen auf dänischem Boden zu errichten.

## Sieh auch
- Beziehungen zwischen Dänemark und den Vereinigten Staaten